# Palace of Placentia

Il Palace of Placentia era un palazzo reale inglese costruito per volere di Umfredo Plantageneto, duca di Gloucester, nel 1447 a Greenwich, sulle rive del Tamigi. Il palazzo fu demolito nel XVII secolo e sostituito con il Greenwich Hospital (oggi Old Royal Naval College). 

## Storia
Umfredo Plantageneto, duca di Gloucester, reggente di Enrico VI, fece costruire il palazzo col nome di Bella Court. Nel 1447 Umfredo perse i favori della nuova regina Margherita d'Angiò, e fu arrestato per alto tradimento. Morì in carcere - secondo Shakespeare fu ucciso - e Margherita si appropriò di Bella Court, ribattezzandola Palace of Placentia, talvolta scritto Palace of Pleasaunce.
Il palazzo rimase la residenza reale principale per i due secoli successivi; vi nacque nel 1491 e visse a lungo Enrico VIII, che, dopo il matrimonio con Caterina d'Aragona, vi vide nascere Maria Tudor (in seguito Regina Maria I) nel febbraio 1516, dopo il matrimonio con Anna Bolena la futura regina Elisabetta I nel 1533, e vi sposò Anna di Clèves nel 1540. Un albero del Greenwich Park si chiama Quercia della Regina Elisabetta, perché si pensa che fosse un suo luogo di giochi.
Sia Maria che Elisabetta vissero a Placentia per alcuni anni del XVI secolo, e sotto i regni di Giacomo I e Carlo I, fu eretta a sud del palazzo la Queen's House. Placentia cadde in rovina durante la Guerra civile inglese, quando venne usata come fabbrica di biscotti e campo di prigionia. Nel 1660, Carlo II decise di ricostruire il Palazzo, affidando i lavori per una nuova King's House a John Webb. L'unica parte del palazzo completata fu la zona est dell'attuale King Charles Court, ma non fu mai occupata come residenza reale. Gran parte del resto del palazzo fu demolita, col sito che rimase vuoto fino alla costruzione del Greenwich Hospital nel 1694.

## Utilizzi moderni e restauro
Il complesso del Greenwich Hospital divenne il Greenwich Royal Naval College nel 1873, al trasferimento del college a Portsmouth. Gli edifici sono oggi occupati dalla University of Greenwich e dal Trinity College of Music.
Dei lavori di restauro nel 2005 hanno identificato resti dell'era Tudor precedentemente ignoti. Uno scavo archeologico completato nel gennaio del 2006 ha trovato la Cappella Tudor e il Vestibolo con il pavimento a mosaico. Quest'ultima struttura è sopravvissuta alla demolizione del Palazzo e fu poi convertita in casa per il Tesoriere del Greenwich Hospital.